# Modifizierte Badewanne
Die Modifizierte Badewanne ist eine von Christian Stegbauer erstellte Erweiterung und Überarbeitung des Modells des Makro-Mikro-Makro-Schemas von James Samuel Coleman, der sogenannten Colemanschen Badewanne.

## Theorie
Für den Erfolg der Beteiligungen aus netzwerkanalytischer Sicht entwickelt Stegbauer (Stegbauer 2009) das Modell der modifizierten Badewanne. Das Modell ist eine Weiterentwicklung der Rational-Choice-Theorie. Es setzt zwischen die individuelle Ebene (Mikroebene) und die gesellschaftliche Ebene (Makroebene) eine Mesoebene (Mittelebene) des Handelns in der Gruppe. Diese Mesoebene verbindet Mikro- und Makroebene. Er modifiziert so die Colemansche Badewanne um ein netzwerktheoretisches Gedankengerüst. Die durch die Beteiligung zu erringende Positionierung wird in diesem Modell zum wesentlichen Motiv des persönlichen Handelns. „Sind Positionen bereits besetzt, ist es schwer für Neulinge in eine solche Position zu kommen. Das bedeutet, dass auch bei Projekten, die nach ihrer Ideologie freie Zugänglichkeit versprechen und eine Art „Basisdemokratie“ pflegen, das Senioritätsprinzip nicht zu hintergehen ist. Je länger jemand „dabei“ ist, umso mehr Möglichkeiten hat er, Meriten zu verdienen.“

### Anwendungsbeispiel Wikipedia
Stegbauer wendet das Modell der modifizierten Badewanne explizit auf Kooperationsprozesse in der Wikipedia an. In der modifizierten Badewanne läuft alles über die positionelle Struktur (die entsprechenden Pfeile sind im Modell gestrichelt dargestellt). Einzig der Einstieg in eine Gruppe (hier: Wikipedia) mag unabhängig davon sein.